# Kawaiisu
Pour les articles homonymes, voir Kawaiisu (homonymie).
Le kawaiisu est une langue uto-aztèque du Nord de la branche des langues numiques parlée aux États-Unis, dans le comté de Kern, dans le sud de la Californie.

## Une langue menacée
Dans les années 1930, le kawaiisu était sans doute parlé par une centaine de personnes. Ce chiffre était tombé à environ 30 personnes dans les années 1970. Le nombre de locuteurs est n'est plus actuellement que de 5. La langue est quasiment éteinte.

## Classification
Le kawaiisu est une langue appartenant au sous-groupe uto-aztèque des langues numiques du Sud. Celles-ci forment un continuum linguistique qui comprend le chemehuevi, l'ute et le paiute du Sud.

## Phonologie
Les tableaux présentent les phonèmes du kawaiisu.

### Voyelles
|         | Antérieure    | Centrale      | Postérieure   |
| ------- | ------------- | ------------- | ------------- |
| Fermée  | i [i] iː [iː] | ɨ [ɯ] ɨː [ɯː] | u [u] uː [uː] |
| Moyenne | e [e] eː [eː] |               | o [o] oː [oː] |
| Ouverte |               | a [a] aː [aː] |               |

### Consonnes
|               |               | Bilabiale | Dentale | Latérale | Palatale | Vélaire       | Glottale |
| ------------- | ------------- | --------- | ------- | -------- | -------- | ------------- | -------- |
| Occlusives    | Sourdes       | p [p]     | t [t]   |          |          | k [k] kw [kʷ] | ʔ [ʔ]    |
| Occlusives    | Sonores       |           | d [d]   |          |          |               |          |
| Fricatives    | Sourdes       |           | s [s]   |          | š[ʃ]     |               | h [h]    |
| Fricatives    | Sonores       | v [β]     | z [z]   |          | ž [ʒ]    | g [ɣ] gw [ɣʷ] |          |
| Affriquées    | Affriquées    |           | c [t͡s]  |          | č [t͡ʃ]   |               |          |
| Nasales       | Nasales       | m [m]     | n [n]   |          |          | ng [ŋ]        |          |
| Liquides      | Liquides      |           | r [r]   | l [l]    |          |               |          |
| Semi-voyelles | Semi-voyelles | w [w]     |         |          | y [j]    |               |          |